# Banovac (dužnosnik)
Banovac, podban, viceban (lat. vicebanus) bila je dužnost visokog državnog dužnosnika u Hrvatskoj, zamjenik bana u slučaju njegove odsutnosti ili spriječenosti.
Dužnost se javlja su srednjem vijeku te do izražaja dolazi u 16. stoljeću i prvoj polovini 17. stoljeća. U razdoblju od 13. stoljeća do 1476. postojala su dva bana: jedan za teritorij Slavonije, a drugi za područje Hrvatske i Dalmacije. Svaki ban je sebi na saboru imenovao, isključivo iz redova domaćeg plemstva, svog banovca. Slavonski banovac je redovito bio župan zagrebački ili križevački, a hrvatski župan kninski.
Podban je nakon ustoličenja bana polagao prisegu pred Hrvatskim saborom i obnašao dužnost dokle i ban koji ga je izabrao. Otkako je od vremena kralja Matije I. Korvina (1458. – 1490.) uvedena dužnost i naslov jedinstvenog hrvatsko-dalmatinsko-slavonskog bana, podban je ujedno, do 1756. obnašao i dužnost velikih župana Zagrebačke i Križevačke županije.
Od 17. stoljeća u sudskim dužnostima bana je zamjenjivao protonotar, iako je podban zadržao mjesto predsjednika oktavalnog suda. Dužnost podbana postojala je i u banskoj vladi (1850. – 1854.). Nakon Hrvatsko-ugarske nagodbe 1868. godine bana je zamjenjivao predstojnik odjela za unutrašnje poslove, koji se uobičajeno naziva podbanom. I pomoćnik bana u Kraljevini Jugoslaviji uobičajeno je naziva podbanom. U Banovini Hrvatskoj bila je ustanovljena dužnost podbana.

## Popis hrvatskih banovaca (podbanova)

### 16. stoljeće – 1756.
1. Ambroz Gregorijanec (11. studenog 1557. – 25. srpnja 1565.)
2. Ivan Forčić od Butine Vasi (25. srpnja 1565. – siječanj 1573.)
3. Ladislav Bukovečki od Bukovice (1573. – 6. veljače 1578.)
4. Stjepan Gregorijanec (6. travnja 1578. – 25. srpnja 1581.)
5. Gašpar Druškovečki (25. srpnja 1581. – 12. travnja 1584.)
6. Ivan od Zaboka (12. travnja 1584. – početak 1586.)
7. Ladislav Imprić od Jamnice (21. travnja 1586. – 6. siječnja 1591.)
8. Stjepan III. Berislavić Vrhrički (1591. – 7. studenog 1596.)
9. Gašpar Petričević od Miketinca (7. studenog 1596. – 14. travnja 1598.)
10. Juraj Keglević Bužimski (14. travnja 1598. – 21. listopada 1599.)
11. Krsto Mrnjavčić Brezovački (21. listopada 1599. – proljeće 1626.)
12. Toma Mikulić (8. srpnja 1626. – 23. listopada 1628.)
13. Juraj Gašpar Konjski (23. listopada 1628. – 12. listopada 1638.)
14. Stjepan IV. Berislavić Vrhrički (22. rujna 1640. – početak 1642.)
15. Gašpar Orehovečki (30. travnja 1642. – 2. rujna 1672.)
16. Nikola Gotal (22. rujna 1672. – početak 1681.)
17. Baltazar Vragović (16. travnja 1681.- početak 1690.)
18. Stjepan Jelačić Bužimski (13. veljače 1690. – travanj 1712.)
19. Adam Daniel Rauch (17. kolovoza 1714. – kraj 1728.)
20. Nikola Malenić (2. svibnja 1729. – kraj 1732.)
21. Juraj Czindery (13. kolovoza 1733. – početak 1739.)
22. Baltazar Bedeković Komorski (21. svibnja 1739. – početak 1743.)
23. Ivan Rauch (8. travnja 1743. – svibanj 1756.)
24. Adam Najšić (? – 13. travnja 1761.)
25. Ivan Bužan (1761. – 1767. ?)
26. Antun Bedeković Komorski (1767. – 1785.)

...
1. Antun Bedeković Komorski (1790. – 1797.)
2. Donat Lukavski (1799. – 1832.)

...
1. Mirko Lentulaj (1848. – 1850.)
2. Benko Lentulaj (1850. – 1854.)
3. Josip Šokčević (? – 1859.)

### 1861. – 1918.
1. Ivan Zidarić (1861. – 4. kolovoza 1866.)
2. Roberto Zlatarević (10. svibnja 1869. – 26. siječnja 1871.)
3. Mirko Šuhaj (20. veljače 1871. – 3. listopada 1871.)
4. Antun Vakanović (3. listopada 1871. – 20. rujna 1873.)
5. Jovan Živković (20. rujna 1873. – kraj 1883.)
6. Dane Stanković (20. veljače 1884. – 19. srpnja 1897.)
7. Oto Krajcsovich (6. listopada 1897. – 21. srpnja 1903.)
8. Svetislav Šumanović (21. srpnja 1903. – 15. srpnja 1905.)
9. Levin Chavrak (15. srpnja 1905. – 25. srpnja 1906.)
10. Vladimir Nikolić Podrinski (25. srpnja 1906. – 26. lipnja 1907.)
11. Nikola Czernkovich (12. siječnja 1908. – 18. lipnja 1909.)
12. Slavko Cuvaj (23. lipnja 1909. – 8. veljače 1910.)
13. Levin Chavrak (8. veljače 1910. – 19. siječnja 1912.)
14. Dragutin Unkelhäuser (30. prosinca 1912. – 21. srpnja 1913.)
15. Mark Aurel Fodroczy (2. listopada 1913. – 7. srpnja 1917.)
16. Vinko Krišković (7. srpnja 1917. – rujan 1918.)